# Công viên tự nhiên Kluchevskoy

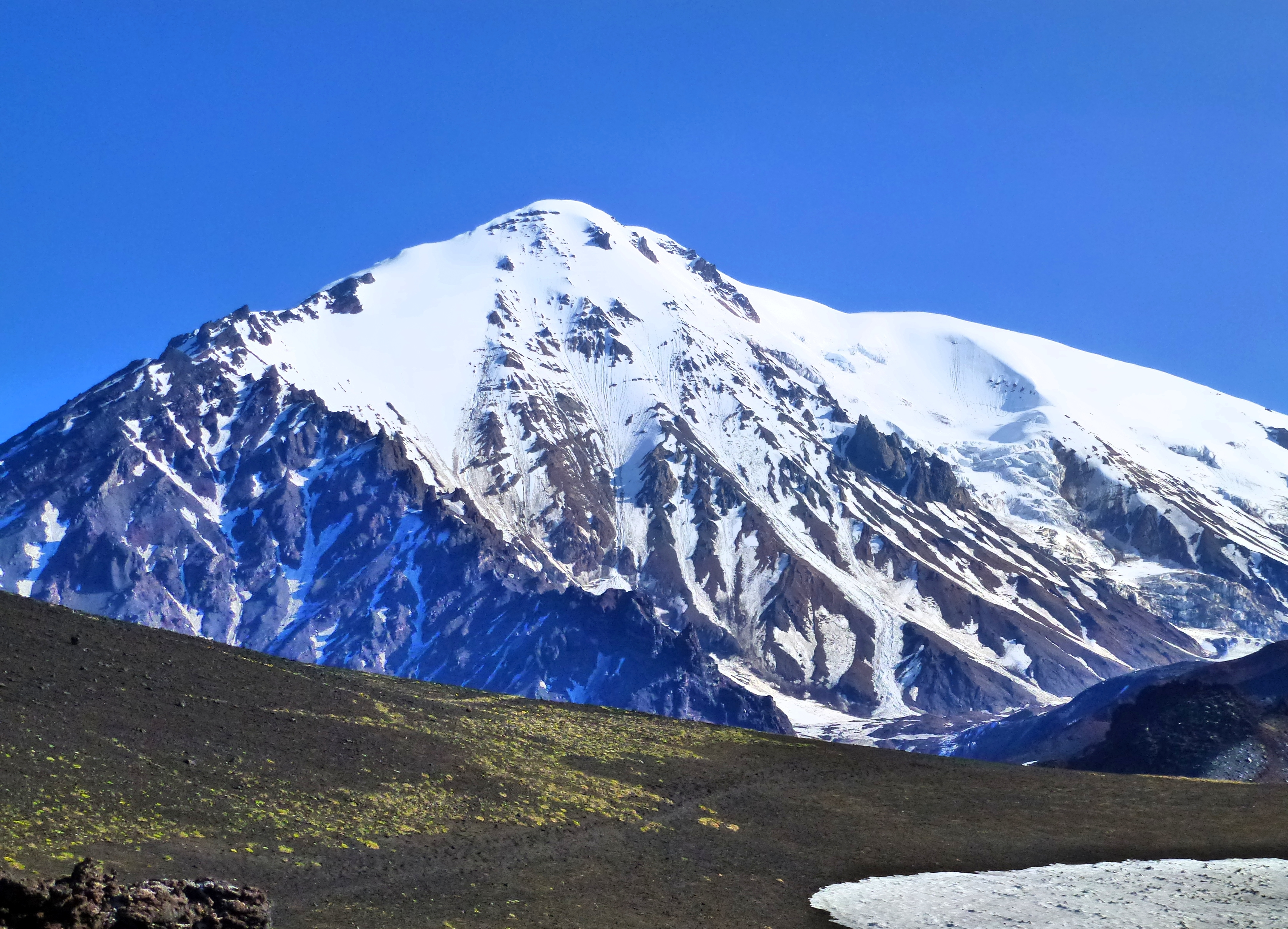
Núi lửa Ostry Tolbachik.

Công viên tự nhiên Kluchevskoy là một công viên tự nhiên được thành lập vào năm 1999 và trở thành một phần mở rộng của Di sản thiên nhiên thế giới Các núi lửa của Kamchatka vào năm 2001.
Công viên có diện tích 376.000 ha bảo vệ khu vực tự nhiên của nhóm núi lửa Kluchevskaya ở dãy trung tâm Kamchatka. Nhóm núi lửa này bao gồm 4 ngọn núi lửa vẫn còn hoạt động (Klyuchevskoy, Plosky Tolbachik, Besymyanny, Ushkovsky) và 9 ngọn núi đã tắt (Kamen, Krestovsky, Ostry Tolbachik, Ovalnaya Zimina, Ostraya Zimina, Bolshaya Udina, Malaya Udina, Sredny, và Gorny Zoub). Điểm cao nhất tại công viên chính là núi lửa Klyuchevskoy cao 4.750 mét, cũng là núi lửa cao nhất Bắc bán cầu. Công viên cũng là nơi có tới 47 sông băng bao phủ trên một diện tích 269 km2, trong đó có sông băng Bogdanovich và Erman, là sông băng lớn nhất Kamchatka.
Về động vật hoang dã, công viên là môi trường sống của các loài động vật quý hiếm bao gồm cừu tuyết, nai sừng tấm, chó sói, linh miêu, thỏ tuyết, sóc, gấu nâu cùng một số loài chim như thiên nga kèn, trĩ, đại bàng biển Steller.